# Carlos Pronzato
Carlos Pronzato (Buenos Aires, 1959) é um cineasta, escritor, poeta,teatrólogo e ativista social, nascido na Argentina e residente no Brasil.
Artista multifacético, suas obras audiovisuais, teatrais e literárias destacam-se pelo compromisso com a cultura, a memória e as lutas populares.
Reunindo seu espírito aventureiro à cultura e as causas sociais na América Latina, Carlos Pronzato também coloca o seu cinema e a sua literatura - principalmente a poesia - à serviço do resgate de temas históricos e a memória de personalidades como Che Guevara, Carlos Marighella e Salvador Allende.
Seu trabalho tem sido fundamental para moldar, por exemplo, a trajetória do Movimento Passe Livre e o processo de ocupações de Escolas no país, além de se ocupar com os conflitos do mundo operário com o seu documentário “1917, a Greve Geral” , homenagem aos trabalhadores imigrantes de orientação anarquista e socialista, que promoveram a primeira greve geral no Brasil, em São Paulo e temas ambientais, como a tragédia de Brumadinho, em Minas Gerais e o afundamento do solo em Maceió, provocado pela Braskem.
Entre outros reconhecimentos, seu documentário Madres de Plaza de Mayo, Memoria, Verdad y Justicia ganhou o Prêmio Internacional Roberto Rossellini, no Festival de Maiori, na Itália (2009) e La Rebelión de los Pinguinos - estudiantes secundaristas de Chile, ganhou o Prêmio latino-americano Otras Miradas da CLACSO (Consejo latinoamericano de Ciencias Sociales), em 2008.

## Biografia
Realizou estudos de teatro em Buenos Aires com Elsa Berenguer além de frequentar o ateliê do artista plástico Pedro Gaeta e se desempenhar como ajudante de direção em filmes de ficção da indústria cinematográfica argentina. Em 1982 partiu ao México, para dar prosseguimento a sua incursão no cinema, desta vez trabalhando com exilados políticos latino-americanos, até inícios de 1983, quando, atravessando a fronteira com a Guatemala, inicia uma longa viagem de conhecimento pela América Central, ilhas do Caribe e América do Sul, concluída em Salvador, na Bahia, em 1989. Durante esse período latino-americano retorna brevemente à Argentina em 1986, onde mais uma vez se exercita em diversas funções da indústria cinematográfica.
Formou-se em direção teatral pela Universidade Federal da Bahia (UFBA) em 1993 e tem pós-graduação em teoria do teatro contemporâneo pela Universidade Federal do Rio Grande do Sul (UFRGS).
Dirigiu diversas peças durante o período, além de publicar livros de teatro e poesia e realizar alguns curta-metragens. Posteriormente, até o final da década de 1990, incrementa seu trabalho teatral e no início dos anos 2000 começa a percorrer o país com seu cinema político, inspirado nas suas observações e experiências em muitos países do continente na década de 80.
No campo internacional, acompanhando o desenrolar dos graves acontecimentos políticos dessa década e da seguinte, iniciadas com a Guerra da Água na Bolívia em 2000 e a com a crise da Argentina de 2001, retorna ao chão da América Latina pesquisando e acompanhando as insurreições populares nos países citados e em outros como Uruguai, Chile e Paraguai, cujos resultados plasma nos seus documentários políticos.

## Filmografia
Alguns títulos de sua extensa obra:
- Carabina M2. Un arma americana. 2007.
- Buscando a Allende. 2008.
- Madres de Plaza de Mayo - memória, verdade, justiça. 2009.
- Carlos Marighella. Quem samba fica, quem não samba vai embora. 2011.
- O Panelaço. A rebelião argentina. 2002.
- A revolta do Buzú. 2003. Brasil.
- Bolivia, la guerra del gas. 2003.
- Jallalla (que viva!) Bolivia. Evo presidente! 2006.
- Bolivia, la guerra del agua. 2007.
- La rebelión pinguina. Los estudiantes chilenos contra el sistema. 2007.
- Além do jejum, as verdades do Velho Chico. 2008. Co-direção de Stefano Barbi-Cinti.
- Até Oxalá vai à guerra – uma história de racismo e intolerância religiosa. 2008. Co-direção de Stefano Barbi-Cinti.
- Mapuches, un pueblo contra el Estado. 2010.
- Caramurú, o galego tupinambá. 2010.
- A Bahia de Euclides da Cunha. 2010.
- A partir de agora - as jornadas de junho no Brasil. 2014.
- Calabouço 1968 - um tiro no coração do Brasil. 2014.
- Dívida Pública brasileira – a soberania na corda bamba. 2014.
- Acabou a paz, isto aqui vai virar o Chile! escolas ocupadas em São Paulo. 2016.
- Retomadas Guarani Kaiowá, a luta pelo território. 2016.
- 1917, A greve geral. 2017.
- 1968 - A greve geral de Contagem. 2018.
- Mestre Moa do Katendê - a primeira vítima. 2018.
- A Contra República de Curitiba. 2019.
- Confederação dos Tamoios - a última batalha. 2019.
- Lama, o crime Vale no brasil, a tragédia de Brumadinho. 2019.
- Porque não se fala em Manoel Bomfim. 2019.
- Dois Paulos na Paulicéia. 2021.
- A Braskem passou por aqui, a catástrofe de Maceió. 2021.
- Padre Júlio Lancellotti, fé e rebeldia. 2021.
- Amapá, quem vai a pagar a conta? 2021.
- Trem do Subúrbio, trilhos de resistência. 2021.
- Jangadeiros Alagoanos, o que Orson Welles não viu. 2022.
- Renato, um de nós. 2022.
- Ucrânia, OTAN vs Rússia. 2022.
- O Alerta do Gesto – A cassação de Maria Tereza Capra. 2023.
- NEM (Novo Ensino Médio) – Um fracasso anunciado. 2023
- Desmascarando o Marco Temporal. Os Laklanõ Xokleng e a Repercussão Geral. 2023.

## Literatura e Teatro
Poesia e ficção:
- Lenta Geografia. Poesias. 1997.
- Um Bolo com 500 velinhas, a Viagem de Pedrinho. Infantil. 2000.
- 22 de Abril nas Costas do Brasil, os Índigenas nas Comemorações dos 500 anos. 2001.
- Canudos Não se Rendeu. Poesias. 2001.
- Poesias Contra o Império. 2004.
- Bolívia Poema Rebelde. 2004.
- Jorge Amado no Elevador e Outros Contos na Bahia. 2009.
- Poemas Sem Terra. 2009.
- Che, um Poema Guerrilheiro. 2010.
- Poesias Sem Licença para Carlos Marighella. 2014.
- O Milagre da Luz e Outros Contos em Trastevere. 2016.
- Caravela Tupiniquim. Infantil. 2018.
- A Biblioteca de Núbia. Infantil. 2018.
- Alguma Poesia para Brumadinho. 2019.
- O Espírito da Rebelião e Outros Contos em São Paulo. 2020.
- Poemas Operários. 2021.
- Poemas para Resistir: o caso Braskem. 2022.

Teatro:
- Teatro 3. 1996.
- O Anel Mágico e a Estrelinha Feliz. Teatro Infantil.1999.
- Dia de Eleição. Teatro. 2010.
- O Golpe. 2016.
- MOLOTOV - Monólogo em um Ato. 2020.
- China, um delírio comunista verde-amarelo. 2022.
- Ucrânia. A cereja do bolo da OTAN. 2022.
- Capitólio Caipira, a invasão. 2023

## Prêmios
2021 - Prêmio DOIS PAULOS, pelo centenário de dom Paulo Evaristo Arns e Paulo Freire (Comissão Pró Centenário Dom Paulo Evaristo Arns). São Paulo.
2020 – Prêmio de Direitos Humanos pelo documentário A Confederação dos Tamoios, a última batalha, do Movimento de Direitos Humanos e OAB/RS.
2019 - Prêmio Melhor Filme no Festival de Cataguases/ MG, pelo filme Lama, o crime Vale no Brasil, a tragédia de Brumadinho.
2018 - Prêmio Liberdade de Imprensa. Tribuna da Imprensa Sindical. Rio de Janeiro/RJ.
2011 - Voto de Congratulações (filme José Calasans, o tradutor do Sertão), Assembleia Legislativa do Estado de Sergipe.
2010 - Honra ao Mérito Cultural (filme Caramuru, o Galego Tupinambá), Central das Entidades do Rio Vermelho, Salvador, Bahia e Associação Cultural hispano-Galega Caballeros de Santiago.
2010 - Prêmio Destaque Cineasta do Ano/ Honra ao Mérito (filme A Bahia de Euclides da Cunha), Academia de Cultura da Bahia.
2009 - Prêmio Internacional Roberto Rossellini, no Festival de Maiori, na Itália, pelo documentário Madres de Plaza de Mayo, Memoria, Verdad y Justicia.
2008 - Prêmio de Melhor Filme Júri Popular pelo filme Até Oxalá vai a guerra, II BAFF (Bahia Afro Film Festival).
2008 - Prêmio latino-americano Otras Miradas (pelo filme La Rebelión de los Pinguinos - estudiantes secundaristas de Chile), CLACSO (Consejo latinoamericano de Ciencias Sociales).
2007 - Troféu Roberto Pires, XI Festival Nacional de Vídeo, a imagem em 5 minutos, DIMAS, Departamento de Imagem e Som da Fundação Cultural do Estado da Bahia, pelo curta-metragem Pega, Mata e Come (2006).
2006 - Melhor direção documentário I Festival de Vídeo da TVE, IRDEB, Instituto de Radiodifusão Educativa da Bahia. “Carabina M2, uma arma americana, Che na Bolívia”.